# 欧几里得
欧几里得（又译兀忽列的，前325年—前265年），有时被称为亚历山大里亚的欧几里得，以便区别于墨伽拉的欧几里得。希腊化时代的数学家，被稱為「几何學之父」。他活躍於托勒密一世時期的亚历山大里亚，也是亚历山太学派的成员。他在著作《几何原本》中提出五大公設，成為欧洲数学的基础。歐幾里得也寫過一些關於透視、圓錐曲線、球面幾何學及數論的作品。歐幾里得幾何被广泛的认为是數學領域的經典之作。

## 生平資料
欧几里得生前活躍於亞歷山大圖書館，而且很有可能曾在柏拉圖學院學習。直到現在都無法得知欧几里得的生卒日期、地點和細節，也沒有找到任何欧几里得在世時期所畫的畫像，所以現存的欧几里得畫像都是出於畫家的想象。此外，一些中世紀時期的作家經常把歐幾里得與墨伽拉的歐幾里得（一位受蘇格拉底影響的哲學家）弄混。
欧几里得的生平資料流傳到現在的很少，而大部份關於欧几里得的資料都是來自西元450年時普罗克洛的評論，及西元320年帕普斯的評論，距欧几里得有幾個世紀之久。
普罗克洛在他的《對幾何原本的評論》（Commentary on the Elements）中簡單的介紹了欧几里得。根據普罗克洛的說法，欧几里得屬於柏拉圖那一派，將《幾何原本》集合在一起，這些著作原來是由柏拉圖的學生（特別是欧多克索斯、泰阿泰德及歐普斯的腓力等）所寫的，普罗克洛認為欧几里得沒有比他們年輕多少，不過因為阿基米德（西元前287-212年）有提到欧几里得，他應該有活到托勒密一世的年代。阿基米德文章中有一些明顯引用欧几里得著作的段落，雖然後來發現是後人加入的，一般仍認為欧几里得寫作的年代比阿基米德要早。
普罗克洛也提到一個和欧几里得有關的故事：托勒密一世問是否有比看《幾何原本》更簡單可以學習幾何的方法。欧几里得說：「幾何學無坦途。」。不過有個有關亚历山大大帝和數學家曼納克姆斯的故事，和這個有點像，因此欧几里得和托勒密一世的故事有些可疑。
帕普斯在約西元前247–222年，有簡單的提到欧几里得：「阿波罗尼奥斯花了許多時間和欧几里得的學生在一起，也在那個時候養成思考的習慣。」。
因為在這個時期重要的數學家卻沒有生平資料，是很不尋常的事（欧几里得前後幾個世紀的重要希臘數學家，都可以找到很多的生平資料），有些研究者認為其實沒有欧几里得這個人，一般認定是他所寫的作品其實是一群數學家以欧几里得為名所寫，取名欧几里得的原因是為了紀念歷史人物墨伽拉的歐幾里得（類似一群法國數學家組成的尼古拉·布爾巴基），不過此論點尚未廣為學者接受，可作為支持的證據也相當的少。

## 几何原本

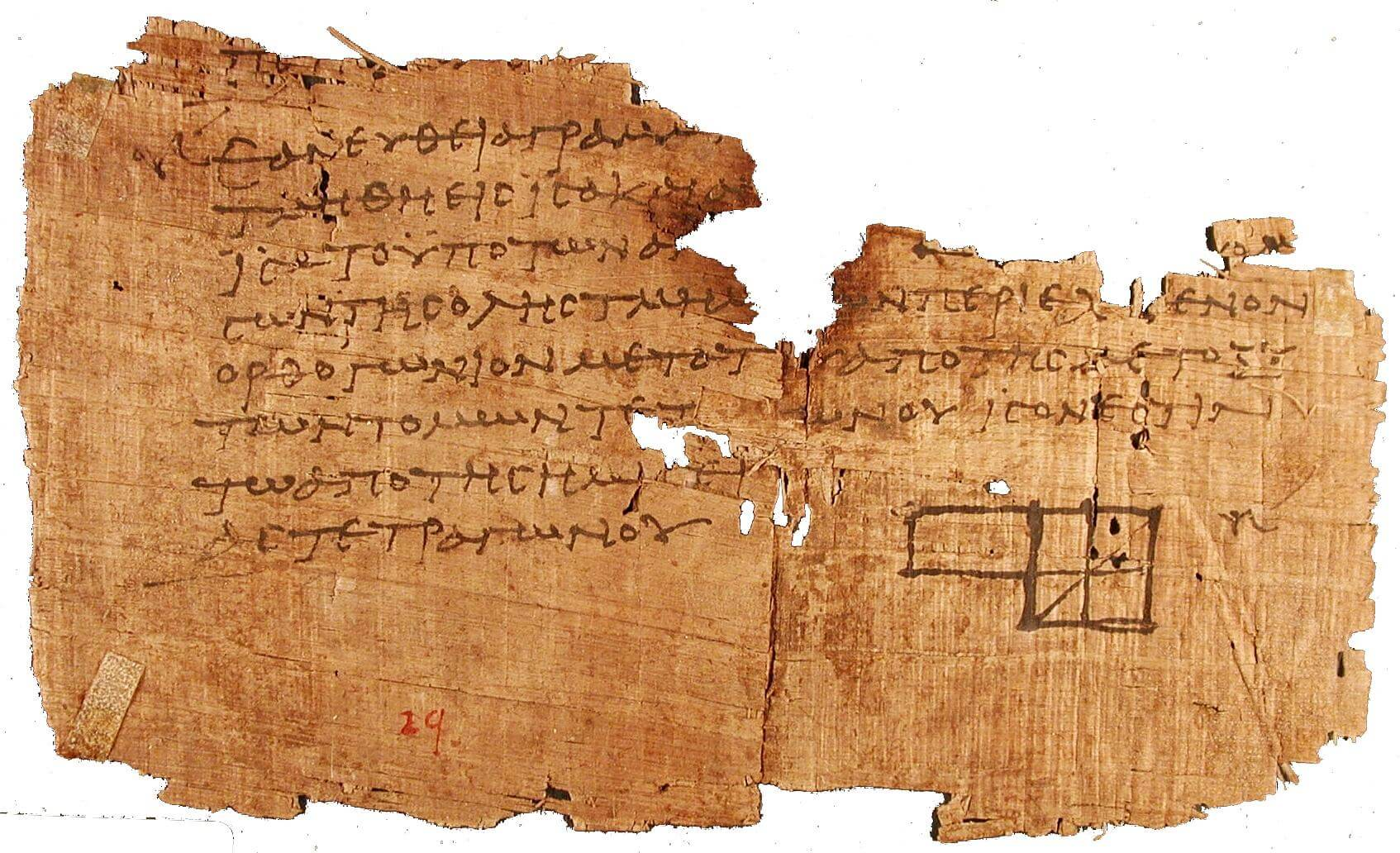
俄克喜林库斯29號莎草纸，現存最早的几何原本殘頁之一，在俄克喜林庫斯發現的，其年代約為西元後100年。插圖和第2卷的命題5相同

《几何原本》共有13卷，雖然其中的許多內容是來自早期的數學家，但欧几里得的貢獻是將這些資料整理成單一的，有邏輯架構的作品，容易使用也容易參考，其中有嚴謹的數學證明系統，是後來2300年數學的基礎。
《几何原本》原存最早的一些版本中沒有提到欧几里得，大部份版本有提到「這些是來自忒翁的教材」。梵蒂岡所有的版本中沒有提到作者。唯一說明欧几里得寫了《几何原本》的歷史記錄只有普罗克洛在《對幾何原本的評論》中提到欧几里得寫了《几何原本》。
几何原本对于几何学、数学和科学的未来发展，对于西方人的整个思维方法都有极大的影响。《几何原本》的主要对象是几何学，但它还处理了数论、无理数理论等其他课题，例如著名的欧几里得引理和求最大公因數的欧几里得算法。几何原本也說明完全數和梅森質數的關係（歐幾里得-歐拉定理）、質數有無限多個（欧几里得定理）、有關因式分解的欧几里得引理（導出了算术基本定理及整數分解的唯一性）等。
欧几里得使用了公理化的方法。公理（Axioms）就是确定的、不需证明的基本命题，一切定理都由此演绎而出。在这种演绎推理中，每个证明必须以公理为前提，或者以被证明了的定理为前提。这一方法后来成了建立任何知识体系的典范，在差不多二千年间，被奉为必须遵守的严密思维的范例。《几何原本》是古希腊数学发展的顶峰。欧几里得将公元前七世纪以来希腊几何积累起来的丰富成果，整理在严密的逻辑系统運算之中，使几何学成为一门独立的、演绎的科学。
欧几里得在《几何原本》中提到的幾何系統後來簡稱為幾何，長久以來視為唯一一種可能的幾何方式，不過當數學家在19世紀發現非欧几里得几何後，上述的幾何就稱為欧几里得几何。

## 著作

欧几里得製作正十二面體

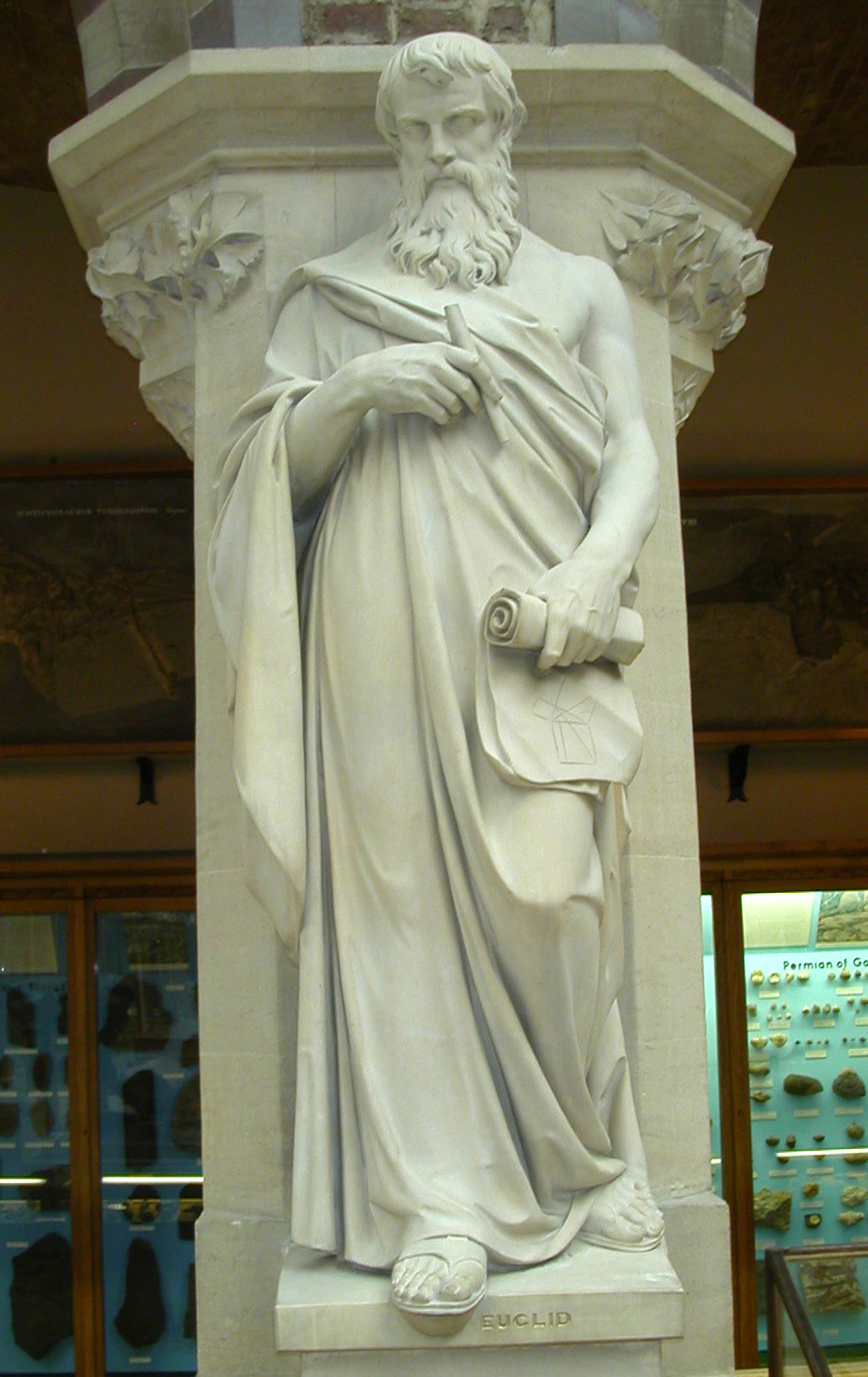
位於牛津大学自然历史博物馆的欧几里得石像

除了《几何原本》之外，欧几里得至少另外五本著作流傳至今。它們與《几何原本》一樣，內容都包含定義及證明。
- 《给定量（英语：Data (Euclid)）》（Data）研究幾何问題中给定元素的性质和意义，內容與《几何原本》的前四卷有密切關係。
- 《图形的分割》（On divisions of figures）现存拉丁文本，论述用直线将已知图形分为相等的部分或成比例的部分，內容與希羅的作品相似。
- 《反射光學》（Catoptrics）論述反射光在數學上的理論，尤其論述形在平面及凹鏡上的圖像。可是有人质疑這本書是否真正出自欧几里得之手，它的作者可能是亚历山大里亚的忒翁（英语：Theon of Alexandria）。
- 《現象》（Phenomena）是一本關於球面天文學的論文，現存希臘文本。這本書與奥托里库斯（Autolycus of Pitane）所寫的On the Moving Sphere相似。
- 《光學（英语：Euclid's Optics）》（Optics）早期几何光学著作之一，現存希臘文本。這本書主要研究视觉问题的几何方面，叙述视线的入射角等于反射角等。

### 注腳
1. ↑  林麗娟. . 文史: 156. doi:10.19325/j.cnki.11-1678/k.2024.01.010.
2. ↑  Bruno, Leonard C. . Baker, Lawrence W. Detroit, Mich.: U X L. 2003: 125 [1999]. ISBN 978-0-7876-3813-9. OCLC 41497065.
3. ↑  公元前323年－公元前283年
4. ↑  Ball, W.W. Rouse.  4th. New York: Dover Publications. 1960年: 第50至62頁. ISBN 0-486-20630-0.
5. ↑  Boyer, Carl B.  2nd. John Wiley & Sons. 1991年: 第100至19頁. ISBN 0471543977.
6. ↑  Macardle, et al. (2008). Scientists: Extraordinary People Who Altered the Course of History.紐約：Metro Books.第12頁
7. ↑  Heath (1956年) vol. I,第四頁
8. ↑  Joyce, David. Euclid. Clark University Department of Mathematics and Computer Science.  （页面存档备份，存于）
9. ↑  Proclus; Glenn Raymond Morrow. . Princeton University Press. 1992: 88–. ISBN 0-691-02090-6.
10. 1 2  Euclid of Alexandria （页面存档备份，存于）
11. 1 2  The MacTutor History of Mathematics archive.
12. ↑  Proclus, p. 57
13. ↑  Boyer, p. 96.
14. ↑  Heath (1956), p. 2.
15. ↑  .   [2015-09-22]. （原始内容存档于2015-05-03）.
16. ↑  Jean Itard. . 1962.
17. ↑  Bill Casselman. . University of British Columbia.   [2008-09-26]. （原始内容存档于2012-06-04）.
18. ↑  Struik p. 51 ("their logical structure has influenced scientific thinking perhaps more than any other text in the world").
19. ↑  Heath (1981), p. 360.

### 書目
- . Encyclopædia Britannica, Inc. 2008年  [2008-04-18]. （原始内容存档于2008-05-02）.
- Artmann, Benno (1999). Euclid: The Creation of Mathematics. New York: Springer. ISBN 978-0-387-98423-0.
- Heath, Thomas.  vol.1. Dover Publications. 1956年 [1908年]. ISBN 0486600882.
- Heath, Thomas L. (1981年). A History of Greek Mathematics, 2 Vols. New York: Dover Publications. ISBN 978-0-486-24073-2 / ISBN 978-0-486-24074-9.
- Kline, Morris（1980年）. Mathematics: The Loss of Certainty. Oxford: Oxford University Press. ISBN 978-0-19-502754-9.
- 約翰·J·奧康納; 埃德蒙·F·羅伯遜, ,  （英语）
- Struik, Dirk J. . Dover Publications. 1967年. ISBN 0486602559.